# Municipio de Jefferson (condado de Nodaway)
El municipio de Jefferson (en inglés, Jefferson Township) es una subdivisión administrativa del condado de Nodaway, Misuri, Estados Unidos. Según el censo de 2020, tiene una población de 663 habitantes.
Abarca una zona mayoritariamente rural.

## Geografía
Está ubicado en las coordenadas 40°15′46″N 94°40′40″O / 40.26278, -94.67778 (40.262785, -94.677903). Según la Oficina del Censo de los Estados Unidos, el municipio tiene una superficie total de 114,90 km², de la cual 114,85 km² corresponden a tierra firme y 0,05 km² es agua.

## Demografía
Según el censo de 2020, hay 663 personas residiendo en la zona. La densidad de población es de 5,77 hab./km². El 96,53 % de los habitantes son blancos, el 0,75 % son asiáticos, el 0,15 % es de otra raza y el 2,56 % son de una mezcla de razas. Del total de la población, el 1,21 % son hispanos o latinos de cualquier raza.

## Gobierno
El municipio está gobernado por una junta de tres miembros: un trustee (administrador), un clerk (secretario) y un vocal.